# Haouza
Haouza  (in arabo حوزة‎?) è un centro abitato e comune rurale del Marocco situato nella provincia di Es-Semara, regione di Laâyoune-Sakia El Hamra. Conta una popolazione di 5 462 abitanti (censimento 2014).